# ترنس ناکس
ترنس ناکس (انگلیسی: Terence Knox؛ زادهٔ ۱۶ دسامبر ۱۹۴۶) یک هنرپیشه، و بازیگر سینما اهل ایالات متحده آمریکا است.